# Boogschieten op de Europese kampioenschappen parasporten 2023
Het boogschieten op de Europese kampioenschappen parasporten 2023 werd van 16 tot en met 20 augustus 2023 gehouden in Rotterdam. Het toernooi omvatte acht individuele onderdelen en negen onderdelen voor teams. Er werd geschoten met de recurveboog en de compoundboog.
De sporters konden op dit toernooi kwalificatiepunten behalen voor de Paralympische Zomerspelen 2024 in Parijs.

## Medaillewinnaars

### Individueel
| Onderdeel             | Klasse | Goud                                | Zilver                         | Brons                         |
| Recurve – mannen      | Open   | Sadik Savas Turkije                 | Guillaume Toucoullet Frankrijk | Gints Jonasts Letland         |
| Compound – mannen     | Open   | Nathan Macqueen Verenigd Koninkrijk | Fernando Galé Montorio Spanje  | Jere Forsberg Finland         |
| Individueel – mannen  | W1     | Maurizio Panella Italië             | Bahattin Hekimoğlu Turkije     | Tamás Gáspár Hongarije        |
| Recurve – vrouwen     | Open   | Elisabetta Mijno Italië             | Yağmur Şengül Turkije          | Milena Olszewska Polen        |
| Compound – vrouwen    | Open   | Sevgi Yorulmaz Turkije              | Kseniya Markitantova Polen     | Öznur Cüre Girdi Turkije      |
| Individueel – vrouwen | W1     | Šárka Pultar Musilová Tsjechië      | Nil Misir Turkije              | Asia Pellizzari Italië        |
| Individueel – VI      | VI 1   | Ruben Vanhollebeke België           | Christos Misos Cyprus          | Jordi Casellas Albiol Andorra |
| Individueel – VI      | VI 2/3 | Daniele Piran Italië                | Kathleen Meurrens België       | Giovanni Maria Vaccaro Italië |

### Teams
| Onderdeel                 | Klasse | Goud                                                     | Zilver                                              | Brons                                                |
| Recurve – teams mannen    | Open   | Verenigd Koninkrijk David Phillips Cameron Radigan       | Turkije Yavuz Papagan Sadik Savas                   | Italië Stefano Travisani Giuseppe Verzini            |
| Compound – teams mannen   | Open   | Frankrijk Maxime Guérin Thierry Joussaume                | Spanje Fernando Galé Montorio Adrián Martínez Torre | Nederland Mark de Gier Roy Klaassen                  |
| Teams mannen              | W1     | Turkije Yiğit Caner Aydın Bahattin Hekimoğlu             | Italië Maurizio Panella Paolo Tonon                 | Niet uitgereikt                                      |
| Recurve – teams vrouwen   | Open   | Turkije Merve Nur Eroğlu Yağmur Şengül                   | Italië Veronica Floreno Elisabetta Mijno            | Niet uitgereikt                                      |
| Compound – teams vrouwen  | Open   | Turkije Öznur Cüre Sevgi Yorulmaz                        | Italië Eleonora Sarti Maria Andrea Virgilio         | Verenigd Koninkrijk Jodie Grinham Jessica Stretton   |
| Teams vrouwen             | W1     | Turkije                                                  | Italië                                              | Niet uitgereikt                                      |
| Recurve – gemengde teams  | Open   | Turkije Yağmur Şengül Sadik Savas                        | Italië Elisabetta Mijno Stefano Travisani           | Oekraïne Anna-Viktoriia Shevchenko Ruslan Tsymbaliuk |
| Compound – gemengde teams | Open   | Verenigd Koninkrijk Phoebe Paterson Pine Nathan Macqueen | Italië Eleonora Sarti Matteo Bonacina               | Turkije Öznur Cüre Murat Turan                       |
| Gemengde teams            | W1     | Italië Asia Pellizzari Paolo Tonon                       | Turkije Nil Mısır Bahattin Hekimoğlu                | Verenigd Koninkrijk Victoria Kingstone Martin Saych  |